# ТЕС Дель-Мінчо
ТЕС Дель-Мінчо – теплова електростанція на півночі Італії у регіоні Ломбардія, провінція Мантуя. На початку 2000-х модернізована з використанням технології комбінованого парогазового циклу.
У 1966 році на майданчику станції ввели в експлуатацію конденсаційний енергоблок з паровою турбіною потужністю 80 МВт, а в 1983-му тут запустили другий блок з показником 160 МВт. 
В 2004-му станція завершила модернізацію із перетворенням на значно ефективнішу парогазову. В межах проекту встановили газову турбіну потужністю 250 МВт, котра через котел-утилізатор живить парову турбіну блоку №2 (блок №1 при цьому вивели з експлуатації). Як наслідок, паливна ефективність станції зросла до 55%. Також після модернізації ТЕС повністю перейшла з мазуту на природний газ.
Видалення продуктів згоряння конденсаційних блоків відбувалось через димар висотою 150 метрів, тоді як для котла-утилізатора спорудили димар висотою 80 метрів.
Зв’язок із енергомережею відбувається по ЛЕП, розрахованим на роботу із напругою 220 кВ та 130 кВ.